# Семнан
Семнан (пер. سمنان) је главни град истоимене провинције у северном Ирану. Број становника 2005. је процењен на 126.780.
Семнан се налази на надморској висини од 1.138 m, на јужној падини планина Елбурс. Каспијско море се налази око 120 километара северније. 
Историјски, главна привредна активност у граду је била израда ћилима и текстила, али је данас индустрија много значајнија (аутомобили и бицикли). Град се налази на путу од Техерана (220 километара од Семнана) ка Мешхеду (685 километара), са којима је повезан путем и пругом. У Семнану постоји универзитет. 